# A Week Away
A Week Away - Un musical è un film musical del 2021 diretto da Roman White.

## Trama
Will, un adolescente problematico, dopo aver rubato un'auto delle forze dell'ordine, viene arrestato e, per evitare il riformatorio, accetta di partecipare a un campo estivo cristiano. Qui, trovando l'amicizia e l'amore, Will cambierà la propria visione della vita.

## Distribuzione
Il film è stato distribuito sulla piattaforma Netflix il giorno 26 marzo 2021.